# 罗德里戈·罗哈斯·德·内格里
罗德里戈·安德烈斯·罗哈斯·德·内格里（西班牙語：Rodrigo Andrés Rojas de Negri，1967年3月7日—1986年7月6日），是智利的一名摄影师，1973年智利政变后，因为抗议奥古斯托·皮诺切特的军事独裁，遭到奥古斯托·皮诺切特军政府派出的士兵用汽油烧死，弃尸荒野。